# 음력 11월 30일
음력 11월 30일은 음력 11월의 30번째 날이다.

## 사건
- 1955년 - 태신호 화재 발생.

## 문화
- 1999년 - 대한민국 프로야구의 전라북도 연고팀 쌍방울 레이더스가 해체.

## 탄생
- 1891년 - 한국의 독립운동가 안재홍.
- 1969년 - 대한민국의 정치인 오승록.
- 1972년 - 대한민국의 희극인 송은이.
- 1978년 - 대한민국의 아나운서 김윤지.
- 1999년 -
  - 대한민국의 가수, 배우 권은빈 (CLC).
  - 중화민국의 가수 슈화 ((여자)아이들).

## 사망
- 2009년 - 대한민국의 가톨릭 사제 이태석.

## 같이 보기
- 음력 360일: 1월 2월 3월 4월 5월 6월 7월 8월 9월 10월 11월 12월
- 전날:11월 29일 다음날:12월 1일 - 전달:10월 30일 다음달:12월 30일
- 양력:11월 30일
- 음력, 윤달